# Imogen Poots

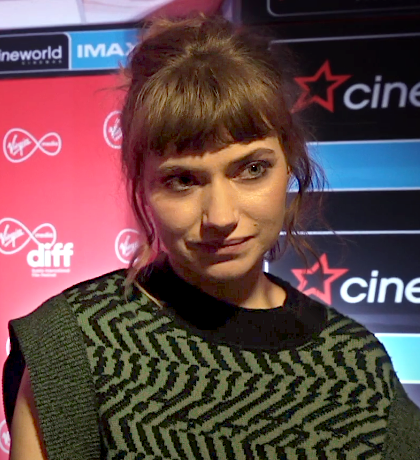
Imogen Poots (2020)

Imogen Gay Poots (* 3. Juni 1989 in Hammersmith, London) ist eine britische Schauspielerin. Sie erlangte vor allem durch die Rolle der Tammy in 28 Weeks Later (2007) große Bekanntheit.

## Leben und Karriere
Imogen Poots wurde als Tochter von Fiona Goodall – einer Journalistin und Volontärin mit englisch-schottischen Wurzeln – und Trevor Poots – einem Filmproduzenten nordirischer Herkunft – geboren. Sie hat einen älteren Bruder namens Alex, der ebenfalls Model ist. Sie wuchs im Londoner Stadtteil Chiswick auf und erhielt Privatunterricht an folgenden Schulen im Westen der Metropole: Bute House Preparatory School for Girls in Brook Green, Queen's Gate School in South Kensington und Latymer Upper School in Hammersmith. In der Zeit, in der sie eine Karriere als Tierärztin anstrebte und diese jedoch nach Ohnmachtsanfällen in der Praxis wieder verwarf, nahm sie an Samstagen in den Riverside Studios in Hammersmith an Improvisations-Workshops – die von der YoungBlood Theatre Company angeboten wurden – teil.
Ihren ersten Filmauftritt hatte Poots als die junge Valerie Page im dystopischen Politthriller V wie Vendetta (2005). Zuvor war sie 2004 in einer Episode der britischen Fernsehserie Casualty zu sehen. Ihren bisher größten Erfolg erlangte sie 2007 durch die Rolle der Tammy im Endzeit-Horror-Thriller 28 Weeks Later. Im selben Jahr spielte sie außerdem in Matt Days Kurzfilm Wish mit. 2008 hatte sie eine Rolle im BBC-Film Miss Austen Regrets. In Solitary Man (2009) agierte sie an der Seite von Michael Douglas, in Cracks (2009) neben Eva Green. 2010 verkörperte sie neben Michael Fassbender in Neil Marshalls Historienfilm Centurion die Rolle der keltischen Hexe Arianne. In den folgenden Jahren spielte sie weiterhin in ganz verschiedenen Genres. Für ihr Engagement in The Look of Love (2013) gewann sie einen British Independent Film Award. 2014 mimte sie neben Pierce Brosnan in der Romanverfilmung A Long Way Down die Jess Crichton.
2019 wurde Poots auf dem Sitges Festival Internacional de Cinema Fantàstic de Catalunya in der Kategorie Beste Darstellerin für ihre Rolle in Vivarium – Das Haus ihrer (Alp)Träume (2019) ausgezeichnet.
Von 2018 bis zur Trennung vor Weihnachten 2023 war Poots mit ihrem Schauspielkollegen James Norton liiert, mit dem sie ab Februar 2022 verlobt war.

## Filmografie (Auswahl)
- 2004: Casualty (Fernsehserie, Folge 19x14 Love Bites)
- 2005: V wie Vendetta (V for Vendetta)
- 2007: 28 Weeks Later
- 2007: Wish (Kurzfilm)
- 2008: Miss Austen Regrets (Fernsehfilm)
- 2008: Ich & Orson Welles (Me and Orson Welles)
- 2009: Cracks
- 2009: Solitary Man
- 2010: Waking Madison
- 2010: Chatroom
- 2010: Centurion
- 2011: Christopher und Heinz – Eine Liebe in Berlin (Christopher and His Kind, Fernsehfilm)
- 2011: Fright Night
- 2011: Jane Eyre
- 2012: Comes a Bright Day
- 2013: Greetings from Tim Buckley
- 2012: Saiten des Lebens (A Late Quartet)
- 2013: The Look of Love
- 2013: Jimi: All Is By My Side
- 2013: Drecksau (Filth)
- 2014: Für immer Single? (That Awkward Moment)
- 2014: A Long Way Down
- 2014: Need for Speed
- 2014: Broadway Therapy (She’s Funny That Way)
- 2015: Knight of Cups
- 2015: A Country Called Home
- 2015: Green Room
- 2016: Roadies (Fernsehserie, 10 Folgen)
- 2016: Frank & Lola
- 2016: Popstar: Never Stop Never Stopping
- 2016: Das Versprechen (The Promise, Dokumentarfilm, Synchronisation)
- 2017: Sweet Virginia
- 2017: National Theatre Live: Edward Albee's Who's Afraid of Virginia Woolf?
- 2017: Mobile Homes
- 2017: I Kill Giants
- 2018: Friday’s Child
- 2019: The Art of Self-Defense
- 2019: Vivarium – Das Haus ihrer (Alp)Träume (Vivarium)
- 2019: Castle in the Ground
- 2019: Black Christmas
- 2020: The Father
- 2020: I Know This Much Is True (Fernsehserie, 5 Folgen)
- 2020: French Exit
- 2022–2024: Outer Range (Fernsehserie, 14 Folgen)
- 2023: The Teacher
- 2023: Baltimore
- 2024: All of You
- 2025: The Chronology of Water

## Auszeichnungen und Nominierungen (Auswahl)
British Independent Film Award
- 2007: Nominierung als Bester Newcomer für 28 Weeks Later
- 2013: Auszeichnung als Beste Nebendarstellerin für The Look of Love